# Oligoaeschna zambo
Oligoaeschna zambo is een libellensoort uit de familie van de glazenmakers (Aeshnidae), onderorde echte libellen (Anisoptera).
De wetenschappelijke naam van de soort is voor het eerst geldig gepubliceerd in 1937 door Needham & Gyger.